# St. Pius (Mannheim)

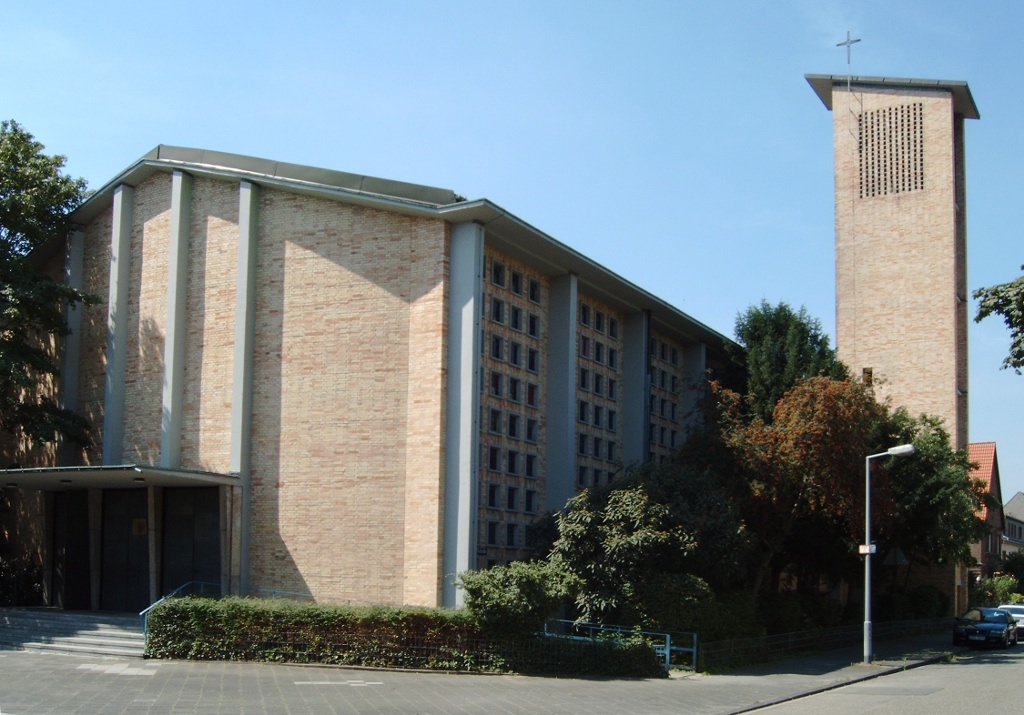
St.-Pius-Kirche

St. Pius ist eine katholische Kirche im Mannheimer Stadtteil Neuostheim. Sie wurde zwischen 1954 und 1956 nach den Plänen von Hans Rolli erbaut.

## Geschichte
Neuostheim entstand ab 1905 auf ursprünglich Feudenheimer Gemarkung südlich des Neckars. Die katholischen Einwohner gehörten zur Feudenheimer Pfarrei St. Peter und Paul, besuchten aber aufgrund der Barriere, die der Fluss darstellte, die Gottesdienste der Heilig-Geist-Kirche in der Oststadt. Nach dem Bau der Kirche St. Peter wurde Neuostheim 1930 Teil der Kuratie in der Schwetzingerstadt. Bereits 1927 hatte die Gesamtkirchengemeinde einen Bauplatz für eine Kirche in Neuostheim gekauft, zum Bau kam es aber vor dem Zweiten Weltkrieg nicht mehr. Während des Kriegs wurde auf dem Grundstück ein Bunker gebaut, was danach die Planungen für einen Kirchenbau auf dem Restgelände erheblich erschwerte.

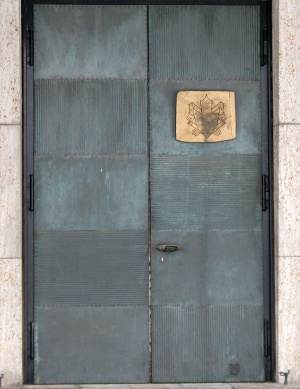
Portal mit dem Wappen Papst Pius’ X.

Schließlich wurde 1954 mit dem Bau begonnen. Die Pläne stammten von Hans Rolli, die Bauleitung hatte Josef Freienstein inne. Als Patron wurde Papst Pius X. gewählt, als Zweitpatrone Karl Borromäus und Elisabeth von Thüringen. Nach zwei Jahren konnte die St. Pius am 18. März 1956 von Missionsbischof Augustin Olbert konsekriert werden.
Die Pfarrkuratie St. Pius war bereits 1955 eingerichtet worden. 1969 erhob Erzbischof Hermann Schäufele die Kuratie zur eigenständigen Pfarrei. 1971 wurde der Altarraum umgestaltet. Im selben Jahr wurde begonnen, das ökumenische Zentrum Kyrill und Methodius aufzubauen, ein ostkirchliches Informations- und Begegnungszentrum. 1977 wurde die Kirche innen und 1981 außen renoviert. 2004 schlossen sich die Gemeinden St. Peter, Heilig-Geist und St. Pius zur Seelsorgeeinheit „Am Luisenpark“ zusammen.
Nach einem schweren Wasserschaden an der Thomaskirche im Dezember 2009 wurde der evangelischen Gemeinde seit dem Jahr 2010 Gastrecht in St. Pius eingeräumt. Da sich diese Nutzung als Simultankirche zum Dauerzustand entwickelte, erfolgte ein mehrjähriger Umbau in den Jahren von 2017 bis 2022. Im Jahr April und Mai 2019 wurden die beiden Glocken der Thomaskirche in einen dafür neu errichteten Glockenstuhl zur St.-Pius-Kirche überführt. Zuvor wurde bereits im Jahr 2017 die Sakristei abgerissen und von 2020 bis 2022 neben dem Glockenturm neu erbaut. Zudem wurde eine elliptische Kapelle eingebaut. Der Altar wurde aus dem Sandstein des Altars der Thomasgemeinde und dem Muschelkalk des St.-Pius-Altars neu geschaffen. Am 3. April 2022 wurde das Gotteshaus offiziell als „Mannheims erste Ökumenekirche“ eröffnet. Zusätzlich zur katholischen Orgel soll auch die evangelische eingebaut werden. Die sonntäglichen Gottesdienste finden im Wechsel katholisch, evangelisch und ostkirchlich statt.

## Beschreibung

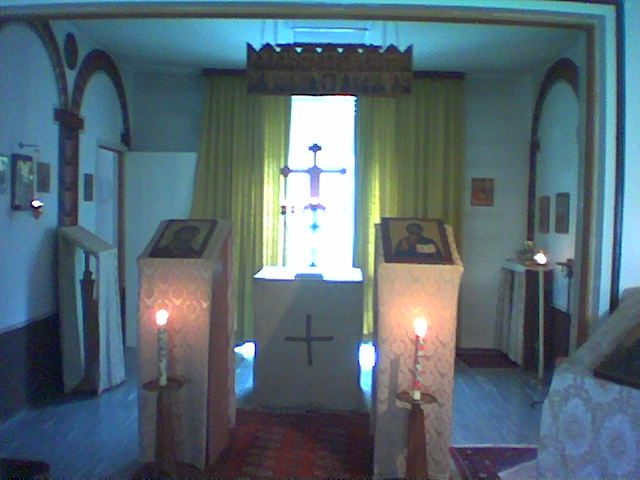
Ökumenisches Zentrum Kyrill & Methodius

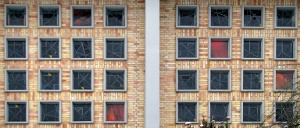
Glasbausteine

St. Pius steht im Zentrum von Neuostheim. Nach den Kirchenneubauten in Mannheim nach dem Zweiten Weltkrieg, die noch dem traditionellen Stil verhaftet waren, war sie die erste katholische Kirche, die zur Moderne vermittelte. Als Vorbild diente die Pforzheimer Matthäuskirche von Egon Eiermann. Das Betonpfeilerskelett ist sichtbar belassen. Die Wände dazwischen sind mit gelbem Klinker verkleidet. Mit einem einfachen rechteckigen Grundriss hob der Architekt die klassische Trennung zwischen Chor und Gemeindebereich im Innenraum auf. Bedeckt ist die Kirche mit einem flachen Satteldach. Der freistehende, offene Glockenturm hat eine Höhe von 32,8 Metern und ist an der nordwestlichen Ecke platziert.
Anstatt herkömmlicher Fenster befinden sich nach dem Prinzip der diaphanen Wand an den Längsseiten 391 Glasbausteine, die zum Altar hin heller werden. Mehrere Fenster wurden von Harry MacLean künstlerisch gestaltet. Den Taufstein schuf 1960 Siegfried Fricker. Er ist aus Muschelkalk-Blaubank und mit Symbolen der Dreifaltigkeit verziert. Den Kreuzweg mit 14 Stationen gestaltete 1964 Paul Giesbert Rautzenberg. Er schuf auch 1966 das reliefartige Tafelbild des Pius und eine Marienplastik. Die Orgel baute Peter Vier 1991. Das Instrument hat 19 Register auf zwei Manualen und Pedal und 2016 Pfeifen.
Die 220 kg schwere Glocke mit dem Schlagton cis'' stammt von der Kirche in Leuthen. Sie wurde im Jahr 1783 von Krieger gegossen und im Zweiten Weltkrieg eingezogen. Bei Kriegsende befand sie sich noch in einem Glockenlager in Hamburg. Sie wurde 1954 der St.-Peter-Kirche zugeteilt, von wo sie in die St.-Pius-Kirche kam. Im Mai 2019 wurde ein neuer Eichenholzglockenstuhl fertiggestellt, in den man nun gleich fünf Glocken unterbrachte: die bisherige Glocke (saniert, des''-4), die beiden Glocken der Thomaskirche (1950 von Friedrich Wilhelm Schilling, Heidelberg) und zwei neue „Ökumene-Glocken“, die 2019 von der Glockengießerei Bachert gegossen wurden. Die größere der beiden wiegt 574 kg (as'-2), die kleinere 140 kg (f''-2). Die Glocken von 1950 wiegen 270 kg (c''-4) bzw. 160 kg (es''-2). Alle fünf Glocken sind aus Bronze.